# Jan Palouš
Jan Arnold »Koza« Palouš, češki hokejist, * 25. oktober 1888, Češke Budejovice, Češka, † 25. september 1971, Praga.
Palouš je bil hokejist klubov ČSS Praga in Slavija Praga, za češko (bohemsko) reprezentanco je nastopil na treh evropskih prvenstvih, na katerih je dosegel dve zlati in eno srebrno medaljo, za češkoslovaško reprezentanco pa na dveh olimpijskih igrah, kjer je bil dobitnik ene bronaste medalje, in enem evropskem prvenstvu, kjer je bil dobitnik srebrne medalje. Za češkoslovaško reprezentanco je nastopil na devetnajstih tekmah, na katerih je dosegel dva gola.
Leta 2010 je bil sprejet v Češki hokejski hram slavnih.